# Café del Mar (canción)
«Café del Mar» es una canción lanzada en el año 1993 por el proyecto musical de trance Energy 52. Está considerado como uno de los mayores éxitos de la música trance de todos los tiempos. Es reconocible por su melodía única, su popularidad lo refleja en la infinidad de versiones que han sido realizadas desde su creación hasta la fecha.
Está inspirado en el nombre del famoso bar situado en Ibiza, Islas Baleares, España y su melodía principal tiene el sample de “Struggle For Pleasure”, original del compositor belga Wim Mertens.
En abril de 2011, “Café del Mar” fue votada como la canción número 1 en la encuesta realizada por Pete Tong, la cual fue elegida por la participación de los oyentes de BBC Radio 1, en una selección de "los 20 mejores pistas de la música dance de los últimos 20 años".
Entre sus numerosas versiones, existe la interpretada por la agrupación Fragma, titulada “Man In The Moon”, lanzada en 2003. y por el músico de psytrance Alien Project en los tracks “N R G” y “Yellow Blaze” incluido en su álbum Activation Portal, lanzado en 2007. En 2012, el productor italiano Silvio Carrano, lanzó su versión, por el sello M.O.D.A. - Music Fashion.
En la última versión lanzada en 2025, el DJ español Jonatan Seara hace su «Café del Mar» más parecido en estilo al Tech House pero manteniendo las melodías y por supuesto el sintetizador principal tocado con sus propios instrumentos.

## Posicionamiento en listas
El sencillo logró ingresar en el UK Singles Chart en tres ocasiones diferentes. En su primera aparición, coincide con su primer relanzamiento incluyendo los remixes de Three 'N One. Llegó a ocupar el puesto # 51 en marzo de 1997. El relanzamiento de 1998 (Café del Mar '98) incluyó remixes de Nalin & Kane, alcanzandó la ubicación # 12 en julio de 1998, y en octubre de 2002 llegó a posicionarse en el # 24, esta vez, el relanzamiento contó con los remixes de Marco V. También tuvo un éxito moderado en varias listas europeas.

## Lista seleccionada de remixes

### 1993
- Cosmic Baby's Impression (6:45)
- Kid Paul Mix (7:16) → aka Original Mix
- Peace Mix (7:13)
- Porte de Bagnolet Mix (5:53)

### 1997
- Ivan Remix (8:06)
- Josh Abrahams' Down Under Remix (7:03)
- Kid Paul Radio Mix (3:32)
- Oliver Lieb Radio Mix 1 (3:55)
- Oliver Lieb Radio Mix 2 (3:40)
- Oliver Lieb's LSG Remix (7:44) → aka Oliver Lieb Mix 1
- Oliver Lieb Mix 2 (7:30)
- Solar Stone Remix (8:37)
- Three'n'One Radio Mix (3:50)
- Three'n'One Remix (8:43)
- Universal State Of Mind Mix (7:15)

### 1998
- Hybrid's Time Traveller Remix (6:36)
- Kinky Roland Remix (8:22)
- Nalin & Kane Radio Cut (3:57)
- Nalin & Kane Remix Edit (9:16)
- Nalin & Kane Remix (9:44)
- Three'n'One Radio Mix 2 (3:37)
- Three'n'One Remix Edit (8:15)

### 1999
- Deepsky's Stateside Cannon Remix (7:35)
- Kid Paul's '99 Rebuild (7:45) → not released
- Pure Nova & DJ Eyal Project Remix (7:50)

### 2000
- Humate Ambient Remix (7:07) →
- Michael Woods Ambient Remix (10:26)
- Sonique Version 52 (8:01) → bootleg con la canción de Sonique - It Feels So Good

### 2002
- Humate Ambient Remix Edit (6:33)
- Humate Ambient Remix (7:07)
- John "00" Fleming Remix (10:07)
- Marco V Radio Edit (3:08)
- Marco V Remix Edit (6:58)
- Marco V Remix (8:34)
- Michael Woods Ambient Mix Edit (9:26)
- Three'n'One Update Radio Edit (3:19)
- Three'n'One Update (8:55)
- Sven Väth Remix (+-4:00)

### 2003
- Chicane Remix (3:27)

### 2006
- Raúl Rincón Mix (7:54)
- Tall Paul Remix (8:30)
- Soul Seekerz Remix (7:32)
- K-Klass Remix (8:53)
- Kenny Hayes Remix (7:52)

### 2008
- Michael Woods 'Out of Office' Remix (7:42)
- Deadmau5 Remix (7:34)
- Dabruck & Klein Remix (8:16)
- Asom Remix (8:54)
- Whelan & Di Scala Remix (8:20)
- Oliver Lang Remix (8:13)
- Dave Robertson Remix (7:37)
- David Puentez Bootleg Mix (7:40)

### 2011
- Rigel Remix (7:40)
- Ricardo Villalobos Remix (9:30) (Flying Circus Records, 12" & Digital Release)
- Ricardo Villalobos Dub (11:45) (Flying Circus Records, 12" & Digital Release)
- Roberto Rodríguez Suvilahti Remix (11:01)
- Paul Thomas & Russell G Rework (8:07)
- Fergie Remix (8:30)

### 2016
- Dimitri Vegas & Like Mike & Klaas Remix (3:00)
- Dale Middleton Remix (9:08)

### 2018
- Tale Of Us Renaissance Remix (8:35)

### 2025
- Jonatan Seara Original Version (6:53)